# Trofeo Melinda 2006
La Trofeo Melinda 2006, quindicesima edizione della corsa e valida come evento dell'UCI Europe Tour 2006 categoria 1.1, si svolse il 31 agosto 2006 su un percorso di 194 km. Fu vinta dall'italiano Stefano Garzelli che terminò la gara in 5h05'00", alla media di 38,16 km/h.
Partenza con 133 ciclisti, dei quali 51 portarono a termine il percorso.

## Ordine d'arrivo (Top 10)
| Pos. | Corridore           | Squadra      | Tempo    |
| ---- | ------------------- | ------------ | -------- |
| 1    | Stefano Garzelli    | Liquigas     | 5h05'00" |
| 2    | Giovanni Visconti   | Team Milram  | a 4"     |
| 3    | Santo Anzà          | Selle Italia | a 8"     |
| 4    | Dainius Kairelis    | Amore & Vita | a 11"    |
| 5    | Luca Mazzanti       | Panaria      | a 14"    |
| 6    | Massimiliano Maisto | Univ. Caffè  | a 17"    |
| 7    | Benoît Salmon       | Agritubel    | s.t.     |
| 8    | Vincenzo Nibali     | Liquigas     | a 20"    |
| 9    | Rinaldo Nocentini   | Acqua & Sap. | a 22"    |
| 10   | Tadej Valjavec      | Lampre       | a 23"    |